# Робертсон (округ, Кентукки)
Ро́бертсон (англ. Robertson County) — округ в штате Кентукки, США. Официально образован в 1867 году. По состоянию на 2010 год, численность населения составляла 2282 человека.

## География
По данным Бюро переписи США, общая площадь округа равняется 259,285 км2, из которых 259,182 км2 суша и 0,040 км2 или 0,040 % это водоёмы.

## Население
По данным переписи населения 2000 года в округе проживает 2 266 жителей в составе 866 домашних хозяйств и 621 семей. Плотность населения составляет 8,90 человек на км2. На территории округа насчитывается 1 034 жилых строений, при плотности застройки около 3,90-ти строений на км2. Расовый состав населения: белые — 98,63 %, афроамериканцы — 0,04 %, коренные американцы (индейцы) — 0,04 %, азиаты — 0,22 %, гавайцы — 0,00 %, представители других рас — 1,06 %, представители двух или более рас — 0,00 %. Испаноязычные составляли 0,93 % населения независимо от расы.
В составе 31,10 % из общего числа домашних хозяйств проживают дети в возрасте до 18 лет, 57,60 % домашних хозяйств представляют собой супружеские пары проживающие вместе, 9,10 % домашних хозяйств представляют собой одиноких женщин без супруга, 28,20 % домашних хозяйств не имеют отношения к семьям, 24,70 % домашних хозяйств состоят из одного человека, 11,10 % домашних хозяйств состоят из престарелых (65 лет и старше), проживающих в одиночестве. Средний размер домашнего хозяйства составляет 2,54 человека, и средний размер семьи 3,00 человека.
Возрастной состав округа: 23,80 % моложе 18 лет, 6,70 % от 18 до 24, 27,10 % от 25 до 44, 25,50 % от 45 до 64 и 25,50 % от 65 и старше. Средний возраст жителя округа 40 лет. На каждые 100 женщин приходится 94,80 мужчин. На каждые 100 женщин старше 18 лет приходится 92,50 мужчин.
Средний доход на домохозяйство в округе составлял 30 581 USD, на семью — 35 521 USD. Среднестатистический заработок мужчины был 27 656 USD против 20 476 USD для женщины. Доход на душу населения составлял 13 404 USD. Около 17,50 % семей и 22,20 % общего населения находились ниже черты бедности, в том числе — 30,30 % молодёжи (тех, кому ещё не исполнилось 18 лет) и 24,10 % тех, кому было уже больше 65 лет.